# Lipotriches miranda
Lipotriches miranda är en biart som först beskrevs av Rayment 1954.  Lipotriches miranda ingår i släktet Lipotriches och familjen vägbin. Inga underarter finns listade i Catalogue of Life.